# 2e régiment de Chasseurs à Pied (Belgique)
Pour les articles homonymes, voir 2e régiment.
Le 2e régiment de Chasseurs à Pied (néerlandais : 2e Regiment Jagers te Voet) était une unité d'infanterie de la force terrestre des forces armées belges. 

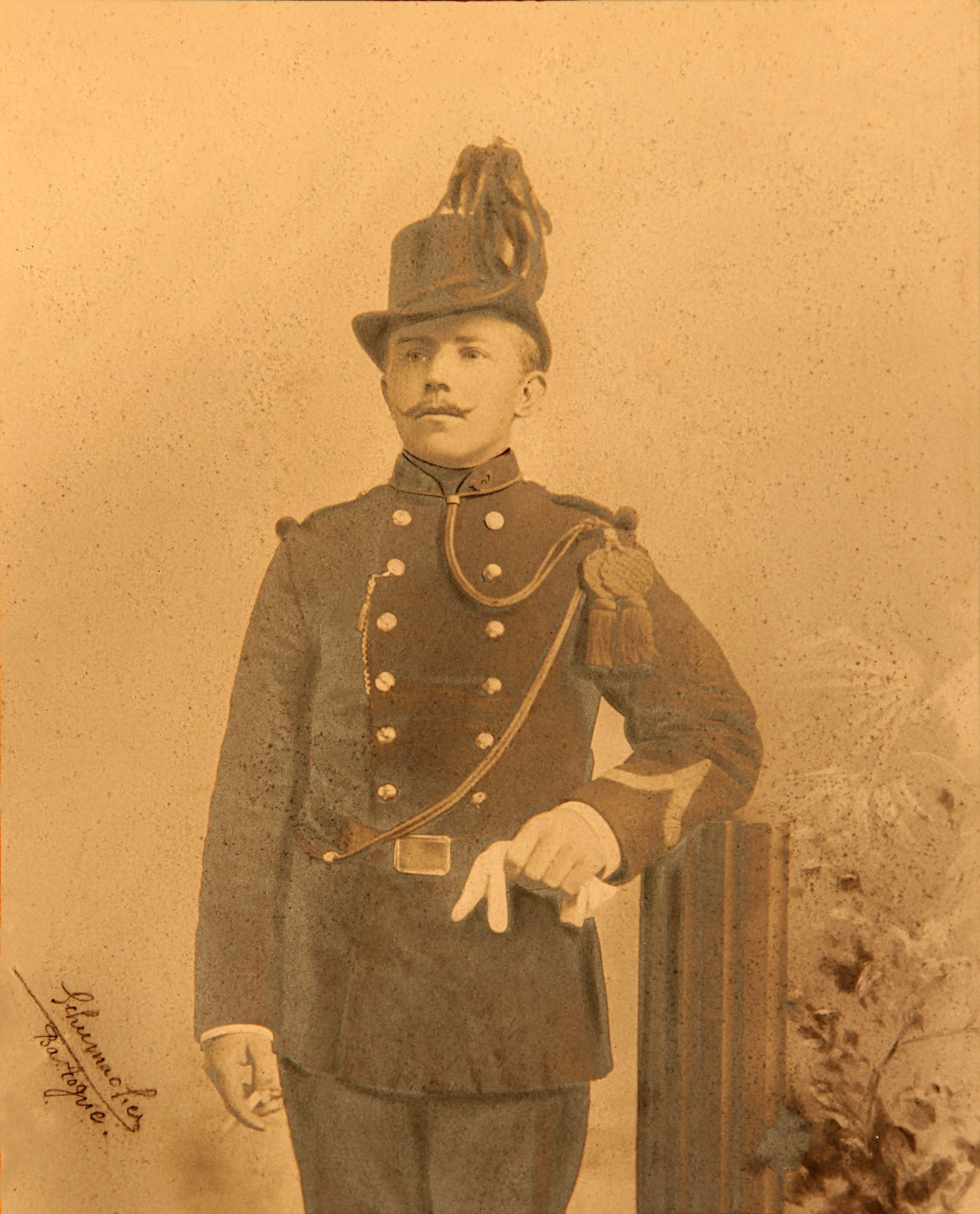
Caporal du 2e régiment de Chasseurs à Pied (Belgique)

## Historique

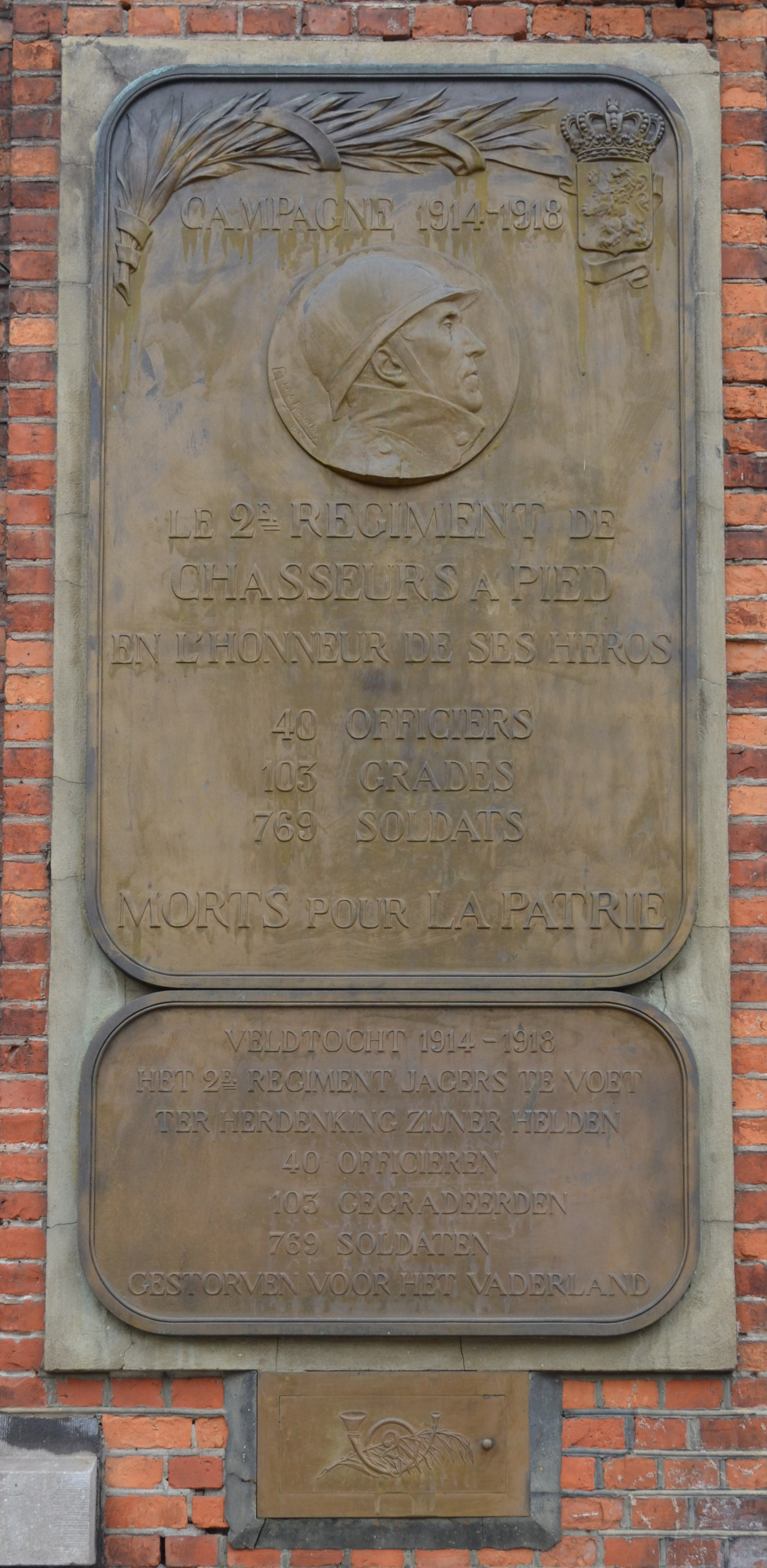
Plaque commémorative dans la cour de l'ancienne caserne d'infanterie "Caserne caporal Trésignies"

Il est officiellement créé en 1831 sur arrêté du Régent  par le regroupement de plusieurs corps-francs de révolutionnaires belges (dont la 2e brigade de corps francs, le 1er bataillon de Tirailleurs Liégeois et le 2e bataillon de Tirailleurs Luxembourgeois). De 1831 à 1837, l'écrivain d'expression néerlandaise Henri Conscience a été soldat au 2e Chasseurs.
En 1843, il est caserné à Tournai. En 1872, il se trouve à Anvers et, le 20 août 1872, reçoit à Laeken son drapeau des mains du roi Léopold II de Belgique. Il part pour Mons en 1890. 
En août 1914, le 2e Chasseurs est dédoublé pour constituer le 5e régiment de Chasseurs à Pied. Au cours de la Première Guerre mondiale, 912 soldats du 2e Chasseurs tombent au champ d'honneur. En 1919, il reçoit la fourragère aux couleurs de la Croix de guerre qui est remplacée par celle de l'ordre de Léopold en 1930 (à la suite de l'ajout de la 4e citation « Dixmude »). 
De la fin 1918 jusqu'en mars 1919, le 2e Chasseurs devient une unité d'occupation en Allemagne.  
Le 17 mai 1919, il fait sa joyeuse entrée et défile à Charleroi en présence des autorités communales et des sociétés civiles. Selon les termes du bourgmestre de Charleroi Emile Devreux, il est « tout vibrant encore de ces champs de bataille où il a cueilli pendant quatre ans les plus beaux lauriers ». Voulant consacrer les liens du 2e Chasseurs avec sa nouvelle ville de garnison, Paul-Emile Janson, ministre de la défense, décide en mars 1920 de nommer « caserne Caporal Trésignies » la caserne de Charleroi. Pendant vingt ans, le régiment tient garnison dans cette caserne portant le nom de Léon Trésignies, caporal au 2e Chasseurs qui s'est distingué en sacrifiant sa vie à Pont-brûlé sur le canal de Willebroeck pendant la Première Guerre mondiale. En 1938, le 2e Chasseurs devient un régiment composé uniquement de Wallons à la suite de la division de l'armée belge en régiments flamands ou wallons. 
Le 2e Chasseurs effectue la campagne de mai 1940 intégré à la 5e division de Chasseurs à Pied. Malgré la supériorité matérielle de l'Armée allemande, cette division combat sans défaillir du 10 au 28 mai 1940, date de la capitulation de l'armée belge ordonnée par le roi Léopold III.
Le 8 mars 1946, le IIe Bataillon de la 5ème Brigade d'infanterie « Merckem » constituée en avril 1945, devient le 2e bataillon de Chasseurs à Pied et reprend les traditions du 2e Chasseurs. C'est au cours de la fête de l'infanterie, le 4 mai 1946, lors de la redistribution des drapeaux des anciens régiments que l'étendard du 2e Chasseurs est remis au lieutenant-colonel Doneux par le ministre de la Défense nationale Raoul de Fraiteur. 
Il prend ensuite ses quartiers à Bensberg (Allemagne). Le 10 juillet 1946, il est transféré au camp de Beverloo. Le 1er mars 1947, le 2e Chasseurs à Pied est en garnison à Siegen (Allemagne)
Le 3 décembre 1948, il retrouve sa caserne de Charleroi et le major Wambersy peut s'écrier à cette occasion « Trésignies, nous voici » . Les Chasseurs à Pied sont désormais intimement associés à la destinée de la métropole carolorégienne. En août 1956, ils participent aux travaux de sauvetage lors de la catastrophe du Bois du Cazier fournissant jour et nuit, matériel et personnel. A de nombreuses reprises dans les années 50 et 60, ils apportent leur aide bénévole lors d'inondations et de calamités pour soutenir la population en difficulté dans la région de Charleroi. 
Sur le plan militaire, le bataillon de Chasseurs à Pied est transformé, en 1962, en bataillon d'Infanterie blindée. 
Cette même année, la ville de Charleroi offre son parrainage au 2e Chasseurs à Pied, lui conférant ainsi droit de cité. En 1966, il participe aux festivités marquant le tricentenaire de la ville de Charleroi et célèbre en même temps le 135e anniversaire de la remise du Drapeau par Sa Majesté le roi Léopold II (le 20 août 1872 à Laeken). En 1968, il devient une unité d'infanterie légère. 
En 1976, le régiment devient bataillon anti-tank et quitte définitivement Charleroi pour Siegen en Allemagne.
Le 31 janvier 1986, il est réduit à une seule compagnie missiles anti-char.
Le régiment est dissous le 1er juillet 1994. Ses traditions sont transférées à la compagnie d'état-major de la 7e Brigade.

## Étendard
Un premier étendard est remis par le roi Léopold II le 20 août 1872 au château de Laeken au colonel Braconnier. Auparavant, le drapeau régimentaire était constitué de l'emblème des corps francs. Devenu trop fragile, il est remplacé en 1984. En 1994, il est attribué à la compagnie d'état-major de la 7e Brigade
Il porte les inscriptions suivantes :
- Campagne 14-18 ;
- Yser ;
- Ertvelde ;
- Dixmude ;
- Anvers.

Depuis 2019, il porte la fourragère de la croix de guerre et, depuis 1930, puis celle de l'ordre de Léopold.

## Chefs de corps
- Colonel Panhuys (1918-1919).
- Colonel Thirifay (1928- ).
- Colonel Brixy (1933).
- Colonel Leroy ( -1937).
- Colonel Léon Dewaele (1937-1939).